# 그레이트 벨리즈 텔레비전
그레이트 벨리즈 텔레비전(영어: Great Belize Television)는 벨리즈의 텔레비전 채널이다.